# Schisis

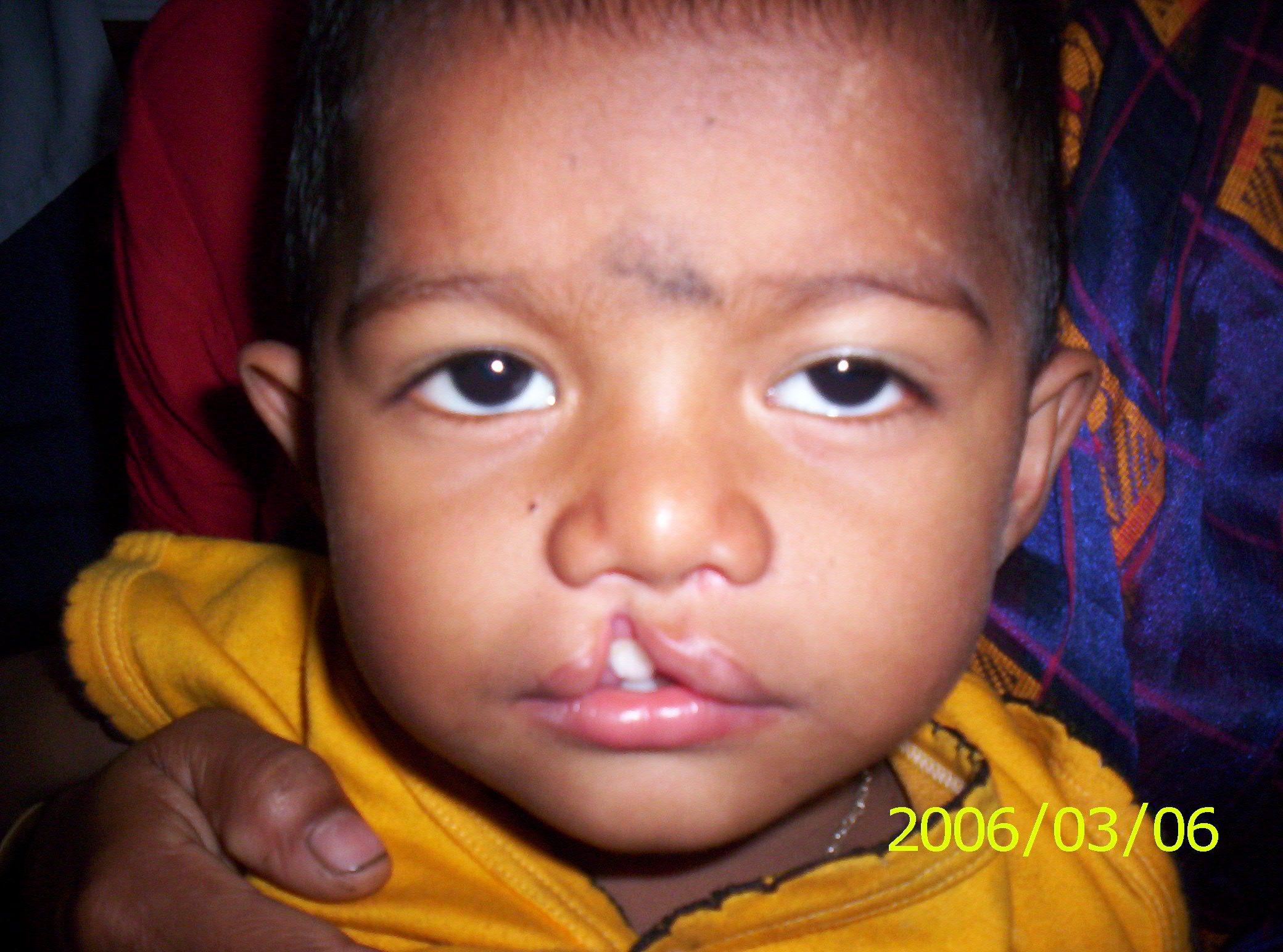
Een kind met schisis

Schisis (Grieks voor spleet) is een aangeboren afwijking van het gezicht, die zich kenmerkt door een spleet of groef in bovenlip, kaak en/of gehemelte. De spleet kan zich beperken tot de bovenlip, maar kan ook doorlopen in de bovenkaak, en in de ernstigste gevallen in het hele gehemelte tot en met de huig. Ook een splijting van alleen het gehemelte of zelfs alleen maar van de huig komt voor. De spleet kan enkelzijdig (unilateraal), of dubbelzijdig (bilateraal) zijn.
Een schisis ontstaat al in de eerste weken van de zwangerschap doordat de spleet, die een normale fase in de embryonale ontwikkeling is, zich niet sluit.
Een niet behandelde schisis leidt tot een nasaal stemgeluid.

## Soorten schisis en benamingen
- Cheiloschisis = lipspleet (compleet of incompleet)
- Cheilopalatoschisis = lip + gehemeltespleet (harde en/of zachte gehemelte)
- Cheilognathoschisis = lip + kaakspleet
- Cheilognathopalatoschisis = lip + kaakspleet + gehemeltespleet
- Palatoschisis = gehemeltespleet (harde en/of zachte gehemelte)

In de volksmond noemt men een schisis van de lip ook wel hazenlip, omdat de lip van een haas ook gespleten is. Die vergelijking gaat echter niet volledig op omdat bij een haas de spleet in het midden zit en nooit doorloopt in de kaak en het gehemelte. De term 'hazenlip' wordt vaak als beledigend ervaren; 'schisis' is neutraler.

## Incidentie
Schisis komt in Nederland voor bij 1 tot 2 van de 1000 geboren kinderen. De oorzaak van schisis is niet geheel bekend, wel is er bekend dat er een genetisch element meespeelt: als een van de ouders een vorm van schisis heeft stijgt de kans naar 7%. Het slikken van foliumzuur in de periode rondom de conceptie kan de kans verkleinen.

## Hersteloperaties
In Nederland valt de behandeling van schisis onder de basisverzekering.
Kinderen met een schisis worden door een team van specialisten behandeld: het schisisteam. In zo een team participeren specialisten op het gebied van de kindergeneeskunde, plastische chirurgie, orthodontie, kno, logopedie, mond- kaak- en aangezichtschirurgie, bijzondere tandheelkunde, klinische genetica, en psychologie. In Nederland zijn 14 schisisteams werkzaam. Ieder team heeft een eigen behandelprotocol maar in grote lijnen ziet het er als volgt uit:
1. Operatief sluiten van de lip op de leeftijd van 3 tot 6 maanden
2. Operatief sluiten van het gehemelte op de leeftijd van 9 tot 16 maanden
3. Operatief sluiten van de kaakspleet op ongeveer 8 tot 11 jaar (wanneer de wortel van de cuspidaat voor ¾ is afgerond)

Dit laatste gebeurt met kin-, heup- of ribbot (afhankelijk van de grootte van de spleet).
Diverse andere operaties, waaronder een spraak-corrigerende operatie (farynxplastiek), zijn vaak nodig bij meer uitgebreide vormen van schisis (meer dan een lipspleet).
Kinderen met een schisis hebben soms een bovenkaak die onderontwikkeld is. Door een kaakoperatie, een zogenaamde 'Le Fort I osteotomie', wordt de bovenkaak dan op latere leeftijd naar voren geplaatst.
Soms ontbreekt er ook een aantal tanden en/of kiezen, met beugels kan dit geheel verschoven worden, en er kunnen zelfs ruimtes gemaakt worden voor het transplanteren van tanden en/of kiezen naar de gemaakte ruimte.
Deze tanden en/of kiezen komen dan vaak uit het ondergebit. Als besloten wordt tot deze behandeling, zal dat voorafgaan aan het naar voren plaatsen van de bovenkaak.
Als men dat wil kunnen op latere leeftijd soms nog cosmetische operaties worden uitgevoerd, bijvoorbeeld een correctie van de neusvleugel of van het littekenweefsel in de bovenlip. Het lippenrood kan soms door middel van permanente make-up oftewel medische tatoeage qua vorm en kleur verfraaid worden.